# Джоретханґ
Джоретханґ (англ. Jorethang, деванагарі: जोरेथाङ) — місто в окрузі Південний Сіккім індійського штату Сіккім, розташоване на висоті близько 300 м над рівнем моря на березі річки Ранґіт, на дорозі від Пеллінґа до Дарджилінга.